# Injustícia (pel·lícula)
Injustícia (títol original en anglès: Raw Deal) és una pel·lícula estatunidenca dirigida per Anthony Mann, estrenada el 1948. Ha estat doblada al català

## Argument
Joe Sullivan té moltes ganes de sortir de presó.
Decideix adreçar-se a Rick Coyle, un truà que li deu la mòdica suma de 50.000 dòlars. Rick accepta ajudar Joe a evadir-se. Però és una trampa i ha arreglat la seva evasió perquè Sullivan sigui abatut per la policia. Tanmateix, amb l'ajuda de Pat Cameron, bojament enamorada d'ell, i, involuntàriament, al principi, d'Ann Martin, l'ajudanta social jurídica, que intentava alliberar-lo de manera legal, Joe aconsegueix anar més lluny del que Rick no suposava.
Un punt sàdic, el truà decideix agafar Martin com a ostatge per forçar Joe a mostrar-se i que els seus homes el puguin matar.
Els dos homes hi deixaran la vida.

## Repartiment
- Dennis O'Keefe: Joseph Emmett Sullivan
- Claire Trevor: Pat Cameron
- Marsha Hunt: Ann Martin
- John Ireland: Fantail
- Raymond Burr: Rick Coyle
- Curt Conway: Spider
- Chili Williams: Marcy
- Regis Toomey: capità Fields
- Whit Bissell: assassí
- Cliff Clark: Gates